# Pont de Seraing
Le Pont de Seraing est un pont routier en poutre à hauteur variable en béton précontraint qui franchit la Meuse à Seraing en Wallonie en Belgique, reliant Jemeppe-sur-Meuse, section de la ville de Seraing, au centre de la ville. C'est le troisième pont de la commune mais le premier des deux ponts routiers de Seraing.
Le pont actuel est construit en 1960, c'est alors le quatrième pont construit à cet endroit, le premier datant du XVe siècle et le dernier de 1960, remplaçant un pont de fortune construit après la Seconde Guerre mondiale.

## Toponymie
Le pont de Seraing doit son nom à sa situation géographique, c'est-à-dire dans le centre de la ville de Seraing.

## Situation
Le pont de Seraing est l'un des ponts les plus importants de la région. Il forme un échangeur avec l'autoroute A604, la route nationale 617, la gare routière, la rue du Gosson et l'Esplanade du Pont, sur la rive gauche ; sur celle de droite, il forme un échangeur avec la route nationale 90, la place Kuborn et la rue Jean Potler.
Il permet ainsi un échange rapide entre les conducteurs descendants des routes européennes 40, 25 et 42, des habitants de Grâce-Hollogne, de Jemeppe-sur-Meuse et du haut de Seraing, comprenant Boncelles, Neupré et le Sart Tilman, mais aussi un échange rapide entre Liège, Seraing et Flémalle et entre Huy et la rive droite de la Meuse.
Dans la continuité du pont, on retrouve l'autoroute A604, c'est la fin de l'autoroute ; quelques kilomètres plus au nord, on a le début de l'autoroute. En remontant l'autoroute, on débouche sur l'aéroport de Liège.
La Gare de Pont-de-Seraing se situe en dessous du pont de Seraing, le long de la rue des Chalets, après l'échangeur avec l'autoroute et les routes nationales. En effet, le pont à la caractéristique d'être un pont multiple.

## Caractéristiques
L'autoroute A604 quitte une forte pente et se transforme en pont pour franchir la Gare de Pont-de-Seraing, la rue des Chalets ainsi que des voies d'arrêts pour les bus du TEC avant de s'halter à la gare routière. Ensuite, l'autoroute-pont se pose sur un petit plateau encaissé entre deux tours d'habitations (qui devraient être démolies d'ici quelque temps pour de nouveaux projets d'aménagement du territoire). Il y a une sortie et une entrée d'autoroute à cet endroit. Ensuite, l'autoroute-pont passe au-dessus de la route nationale 617 où elle reçoit une bretelle d'accès et une bretelle de sortie. On est alors sur la partie du pont franchissant la Meuse. De l'autre côté du fleuve, il y a une sorte de petit échangeur permettant des liaisons avec la route nationale 90 et le centre de la ville. Pour faciliter le trafic, il y a un feu de circulation à la fin du pont permettant les échanges.
Sur sa partie autoroutière, le pont est en 3x2 bandes dans le sens aéroport-Seraing puis en 1x1 bande sur le plateau entre les tours avant de devenir un pont en 2x2 bandes au-dessus de la route nationale 617 puis un pont en 3x2 bandes après avoir reçu la bretelle d'accès.